# Halibut czarny
Halibut czarny, halibut niebieski, kulbak czarny (Reinhardtius hippoglossoides) – gatunek jadalnej ryby morskiej z rodziny flądrowatych (Pleuronectidae), nazywany również halibutem mniejszym lub grenlandzkim. Różnorodność nazw tego gatunku odzwierciedla cechy budowy, miejsca występowania i porównanie z pokrewnym halibutem białym. Niebieski i czarny nawiązuje do boków ciała - z jednej strony ciemnoniebieskie, z drugiej niemal czarne, grenlandzki – poławiany wokół Grenlandii, mniejszy – ryba mniejsza od halibuta białego. Jest również od niego bardziej pospolita, poławiana gospodarczo na dużą skalę. 

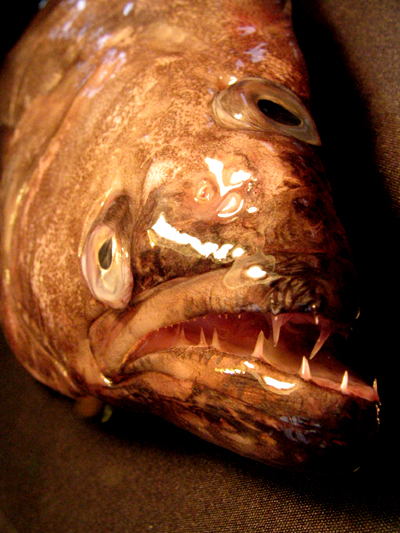
Głowa halibuta niebieskiego z widocznym lewym okiem na grzbiecie

## Zasięg występowania
Chłodne wody oceaniczne półkuli północnej, zwłaszcza okołobiegunowe. Preferuje wody o temperaturze poniżej 4 °C.

## Charakterystyka
Halibut niebieski jest dużą rybą drapieżną. Osiąga przeciętnie do 1 m, maksymalnie do 1,2 m długości i kilkunastu kilogramów masy ciała. Otwór gębowy duży i uzębiony. Lewe oko jest położone na grzbietowej części głowy. Prawa strona ciała ciemniejsza. Linia boczna wyraźnie zaznaczona, ciągła. 
Halibut niebieski poluje w wodach pelagialnych i bentopelagialnych. Najczęściej przebywa w toni wodnej od 20–2000 metrów od powierzchni.
Żywi się skorupiakami, rybami i przydennymi bezkręgowcami.
Gatunkiem pokrewnym jest halibut biały (Hippoglossus hippoglossus).